# Lernmotivation
Die Lernmotivation setzt sich speziell mit motivationalen Bedingungen des Lernens auseinander.
Sie ist neben emotionalen, kognitiven und sozialen Faktoren für den Lernerfolg verantwortlich und beschreibt, wie ein Lernprozess verlaufen kann. Die Lernmotivation bestimmt außerdem, welche Inhalte bzw. Fähigkeiten erlernt werden und wie tief diese verarbeitet werden. Liegt eine hohe Lernmotivation in bestimmten Bereichen vor, findet eine erhöhte Auseinandersetzung mit den jeweiligen Lernstoffen statt. Gute Leistungen können demnach stark auf eine erhöhte Lernmotivation zurückgeführt werden, weshalb der Lernmotivation eine hervorzuhebende Bedeutung im Schul- und Weiterbildungsbereich zugeschrieben wird.

## Definition
"Lernmotivation ist die momentane Bereitschaft eines Individuums, seine sensorischen, kognitiven und motivationalen Fähigkeiten auf die Erreichung eines Lernziels zu richten und zu koordinieren" (Heckhausen 1965)

## Bedingungen und Folgen der Lernmotivation
Nach Krapp setzt sich die aktuelle Lernmotivation aus mehreren Faktoren zusammen. Zum einen spielen bisherige Erfahrungen und frühere Entwicklungsbedingungen eine große Rolle. Diese bedingen die Person des Lernenden und beeinflussen seine Interessen und Einstellungen. Weiter von Bedeutung ist das Umfeld, in dem sich die lernende Person befindet und natürlich der Lerngegenstand, der im Mittelpunkt des Lernprozesses steht. All diese Bedingungen ergeben zusammen die aktuelle Lernmotivation. Diese aktuelle Lernmotivation zieht wiederum Konsequenzen nach sich. Zum einen verändert sie das aktuelle Lernverhalten, zum anderen entstehen auch kurzfristige (gute Noten) und längerfristige (Möglichkeit eines bestimmten Studiums) Folgen.
Grundsätzlich festzuhalten bleibt, dass Lernmotivation nur in Verbindung mit bestimmten kognitiven Fähigkeiten wirklich sinnvoll umgesetzt werden kann. Besonders also das Zusammenspiel der beiden Faktoren „Wollen“ und „Können“ ist für den Lernerfolg vorauszusetzen, da diese sich stark gegenseitig beeinflussen.

## Formen der Lernmotivation
In der pädagogisch-psychologischen Motivationsforschung spielen vor allem vier Formen der Lernmotivation eine wichtige Rolle: Die intrinsische Motivation, die extrinsische Motivation, die Leistungsmotivation und das Interesse. Fraglich ist, warum sich Personen mit bestimmten Inhalten vermehrt, mit anderen überhaupt nicht auseinandersetzen wollen und warum beispielsweise in der Schule manche Schulfächer mit mehr Freude und Einsatz verfolgt werden als andere. Verschiedene Formen der Lernmotivation bieten unterschiedliche Erklärungsansätze, die im Folgenden erläutert werden.

### Intrinsische und Extrinsische Motivation
Lernmotivation beschreibt im Gegensatz zu den Motiven den aktuellen Zustand einer Person, in der sie sich intensiv mit speziellen Lerninhalten beschäftigt. Es liegt eine Bereitschaft vor, sich freiwillig und zeitlich begrenzt mit bestimmten Aufgaben auseinanderzusetzen. Die Gründe für die Auseinandersetzung können unterschiedliche Ursachen haben. Liegt eine intrinsische Motivation vor, so handelt der Lernende um der Tätigkeit willen und die Handlung selbst bereitet Freude und Zufriedenheit. Ein Schüler lernt also, weil das Lernen an sich Freude und Zufriedenheit bereitet.
Bei der extrinsischen Motivation wird die Handlung ausgeführt, um bestimmte Ziele bzw. von der Handlung trennbare Folgen zu erreichen. Die Handlung selbst dient lediglich als Zweck, um das Ziel zu erreichen. Der Schüler lernt also, um beispielsweise gute Noten zu erhalten. Für einen erfolgreichen Lernprozess scheint die intrinsische Motivation erstrebenswerter und sinnvoller, da intrinsisch motivierte Personen bei ansonsten gleichen Rahmenbedingungen eine insgesamt höhere Leistung aufweisen als extrinsisch motivierte Personen. Denn bereitet eine Tätigkeit Freude, so setzt man sich vermehrt mit ihr auseinander, was wiederum zu einer tieferen Verarbeitung der erlernten Inhalte führt und somit einen Lernerfolg wahrscheinlicher werden lässt.
Äußerst günstig scheint vor allem ein „Mix“ aus beiden Motivationsaspekten zu sein: Der Lernende hat dann also Ziele vor Augen, die ihn motivieren, aber gleichzeitig bereitet ihm auch die Auseinandersetzung mit dem Stoff für sich schon Freude.

### Identifikation mit dem Ziel
R. Koestner et al. zeigten in mehreren Längsstudien auf, dass für eine längerfristiges Aufrechterhalten von Engagement und für Erfolg das Vorliegen von intrinsischer Motivation alleine weniger wirksam ist als wenn darüber hinaus auch eine Identifikation mit dem angestrebten Ziel besteht.

### Leistungsmotivation
Hat eine Person bestimmte Erwartungen an ihre Lernleistung und misst sie diesen einen Wert bei, so wird von Leistungsmotivation gesprochen. Dementsprechend ist die Lernleistung von dem erwarteten Wert bzw. dem Nutzen der Handlung abhängig. Im Gegensatz zur intrinsischen Motivation stehen die zu erlernenden Inhalte im Hintergrund, denn im Vordergrund steht das Ziel, das damit erreicht werden soll, ganz im Sinne der extrinsischen Motivation.
Es existiert folglich ein Gütemaßstab, an dem sich der Lernende messen kann. Die Lernmotivation entsteht dann einerseits durch die Hoffnung auf Erfolg (also Erreichen des Ziels) oder die Furcht davor, das Ziel nicht zu erreichen und somit zu scheitern.

### Interesse
Das Interesse hat einen großen Einfluss auf die Lernmotivation einer Person. Es ist dafür verantwortlich, welche Inhalte vermehrt gelernt werden bzw. auf welche Inhalte die Auswahl fällt, genauer und länger bearbeitet zu werden. Hier stehen die Inhalte im Vordergrund, denn diese sind für das Auftreten von Interesse verantwortlich. Ganz im Sinne der intrinsischen Motivation setzt sich der Lernende also aufgrund der Inhalte mit dem Lernstoff auseinander und hat dadurch Freude an der Tätigkeit selbst, ohne unbedingt bestimmte Ziele damit zu verfolgen.
Schiefele, Krapp und Prenzel sprechen dabei von der Person-Gegenstands-Theorie, bei der ein Gegenstand eine „gefühlsbezogene Valenz“ (Assoziation mit positiven Gefühlen), eine „wertbezogene Valenz“ (hohe subjektive Bedeutung) und eine „Selbstintentionalität“ (also keine äußeren Zwänge) besitzt. Interesse muss dabei nicht immer Voraussetzung sein, sondern kann auch während eines Lernprozesses entwickelt werden. Dafür spielt wiederum die intrinsische Motivation eine große Rolle. Für den Bereich der pädagogischen Motivationsforschung ist das Interesse sehr wichtig und hat somit eine hervorzuhebende Bedeutung für die Lernmotivation. Um einen Schüler also vermehrt zum Lernen zu motivieren, ist es wichtig, das Interesse zu wecken.
Weitere Formen der Lernmotivation sind nach Wild die Lern- oder Aufgabenorientierung, die Performanzorientierung und die soziale Motivation.

## Perspektiven der Lernmotivation
Im Bereich der Lernmotivation existieren nach Krapp fünf bedeutende Entwicklungslinien: eigenschaftstheoretische, lerntheoretische, kognitive, selbstbestimmungs- und interessenthematische Perspektive.
1. Die Eigenschaftstheoretische Perspektive stellt die Frage, warum bei gleichem Lernangebot und -umgebung trotzdem unterschiedliche Leistungen auftauchen. Dies scheint an kognitiven Fähigkeiten und motivationalen Aspekten des Einzelnen, wie Interesse und Werte usw., zu liegen.
2. Die Lerntheoretische Perspektive geht darauf ein, dass ein Lernender nicht in jedem Gebiet dieselben Leistungen erbringt, was an kognitiven Fähigkeiten, der Motivation oder anderen Rahmenbedingungen liegen kann. Da Lernmotivation somit kein statisches Merkmal ist, sondern Veränderungen aufweist, können diese Veränderungen natürlich auch von außen durch Anreize usw. gesteuert werden. Damit hat sich vor allem der Behaviorismus beschäftigt. Die Kritik am Behaviorismus sorgte 1950 für die kognitive Wende.
3. Die Kognitive Perspektive sieht den Lernenden als aktiven Teilnehmer am Lernprozess und geht davon aus, dass der Mensch zielgerichtet handelt und somit der Zweck im Vordergrund der Handlung steht. Obwohl die Person an sich hier schon vermehrt im Mittelpunkt steht finden Aspekte wie Interesse, Wille und vor allem Selbstbestimmung keine Beachtung.
4. Damit beschäftigt sich wiederum die Perspektive der Selbstbestimmung. Sie geht davon aus, dass die Motivation einer Person nicht nur von den Zielen abhängt, sondern vor allem von einem gefühlten Maß an Selbstbestimmung. Je mehr Selbstbestimmung dabei die Person empfindet, desto mehr kann die Motivation der intrinsischen Motivation zugeordnet werden.
5. Ergänzend dazu greift die Interessenthematische Perspektive wieder verstärkt die Frage nach den Inhalten auf. Neuere Überlegungen bezeichnen Interesse als eine auf Selbstbestimmung beruhende motivationale Komponente des intentionalen Lernens.